# Small Talk
«Small Talk» —en español: «Pequeña Charla»— es una canción interpretada por la cantante y compositora estadounidense Katy Perry, lanzada el 9 de agosto de 2019 a través de Capitol Records. Fue anunciada a través de sus redes sociales el 6 de agosto de 2019. El tema fue escrito por Perry junto a Charlie Puth, Johan Carlsson y Jacob Kasher Hindlin, llevado a cabo bajo la producción de Puth y Carlsson.

## Antecedentes y composición
En julio de 2019, el cantante estadounidense Charlie Puth habló sobre la pista a través de sus redes sociales. El 6 de agosto de 2019, Katy Perry publicó diversas imágenes en sus redes sociales de las letras de la canción. El 7 de agosto la cantante presentó la portada oficial de la canción. La pista fue estrenada el 9 de agosto de 2019.
«Small Talk» es una canción pop sintetizada compuesta en clave de fa mayor y tiene un tempo de 116 latidos por minuto. Fue escrita por la intérprete junto a Puth, Johan Carlsson y Jacob Kasher Hindlin, mientras que la producción fue llevada a cabo por Puth y Carlsson. El texto habla de los momentos embarazosos que viven dos exnovios después de una ruptura, enfocándose en la ausencia de comunicación y en el hecho de que las grandes conversaciones dejan espacio para solo bromas.

## Video musical
El vídeo lírico fue anunciado por Perry a través de sus redes sociales en la noche del 8 de agosto de 2019, siendo publicado al mismo tiempo en las plataformas de YouTube de la cantante. Fue dirigido por Tim Fox. Una semana después, se lanzó un video musical horizontal disponible para los usuarios de Spotify.
El video musical de la canción fue publicado el día 30 de agosto de 2019, y presenta un concurso de belleza para perros. El video musical fue dirigido por Tanu Muino.

## Recepción y crítica
«Small Talk» recibió diversas críticas de los expertos de la música. Jason Lipshutz, editor de la revista Billboard, calificó a la canción como un "triunfo" para la cantante, y agregó que "es el tipo de música que debería seguir haciendo", añado además que el tema es más "sutil pero menos llamativo que «Never Really Over»", su sencillo anterior. Rob Arcand de Spin lo comparó con Roar (2013) debido a su refrán que "está al nivel de los momentos más altos de su carrera", mientras que Desiree Murphy de Entertainment Tonight lo llamó "un himno de verano ".
Escribiendo para Uproxx, Chloe Gilke describió a la canción como "animada y perfecta" y alabó la química entre la cantante y el productor Charlie Puth. Tom Breihan de Stereogum la llamó "la mejor pieza de la cantante durante muchos años" junto con sus dos sencillos anteriores, y apreció la madurez del texto. Según Maeve McDermott de USA Today, «Small Talk» es una canción "ganadora", "prueba de que Perry está en medio de un período inspirado artísticamente que está produciendo algunas de las mejores canciones de su carrera". Katherine Gillespie, editora del periódico Paper, quedó impresionado por la actuación vocal de la cantante y por el "texto sincero sobre el amor, las rupturas, el sexo y las obsesiones que no se toma demasiado en serio", además señaló que es una actualización de su antiguo sencillo «The One That Got Away».
En una crítica menos positiva, Hugh McIntyre de Forbes describió la pista como "un aburrimiento sin precedentes", decepcionado porque la cantante no pudo entregar una canción al nivel de su trabajo anterior, y que no es el "pop que nos tiene acostumbrados", desconfiando en su éxito comercial. Alex Zaragoza de Vice criticó la falta de originalidad del tema, señalando similitudes con otros éxitos anteriores de Taylor Swift, Carly Rae Jepsen y la propia Katy Perry. Según Chuck Arnold de New York Post, comentó que la canción es sólida y pegadiza, "es el tipo de canción pop que es fácil de apreciar, pero difícil de amar".

## Lista de ediciones
Descarga digital

| N.º | Título                  | Duración |  |
| 1.  | «Small Talk» (sencillo) | 2:41     |  |

## Créditos y personal
Créditos adaptados de Genius y Tidal.
- Katy Perry - Composición, vocales
- Jacob Kasher - Composición
- Johan Carlsson - Composición, programación
- Charlie Puth - Composición, programación
- Peter Karlsson - Producción vocal, editor vocal, personal de estudio
- Sam Holland - Personal de estudio, ingeniería
- Rachael Findlen - Personal de estudio, ingeniería
- Phil Tan - Personal de estudio
- Jeremy Lertola - Personal de estudio, asistente de ingeniería de grabación
- Dave Kutch - Personal de estudio, ingeniero de masterización
- Bill Zimmerman - Personal de estudio, ingeniería
- Phil Tan - Mezclador

## Posicionamiento en listas
| Listas (2019)                             | Mejor posición |
| ----------------------------------------- | -------------- |
| Australia (ARIA)                          | 33             |
| Bélgica (Ultratop) Flanders               | 9              |
| Bélgica (Ultratop) Wallonia               | 21             |
| Canadá (Canadian Hot 100)                 | 56             |
| China (Airplay/FL)                        | 13             |
| Escocia (Official Charts Company)         | 18             |
| Eslovaquia (Singles Digitál Top 100)      | 33             |
| Estados Unidos (Billboard Hot 100)        | 81             |
| Estados Unidos (Adult Top 40)             | 36             |
| Estados Unidos (Mainstream Top 40)        | 38             |
| Estados Unidos (Rolling Stone Top 100)    | 52             |
| Irlanda (IRMA)                            | 36             |
| México (Mexico Inglés Airplay)            | 36             |
| Nueva Zelanda Hot Singles (RMNZ)          | 1              |
| Países Bajos (Single Top 100)             | 86             |
| Portugal (AFP)                            | 93             |
| Reino Unido (UK Singles Chart)            | 43             |
| República Checa (Singles Digitál Top 100) | 41             |
| Suecia (Sverigetopplistan)                | 62             |
| Suiza (Schweizer Hitparade)               | 91             |

## Certificaciones
| País (organismo certificador) | Certificación | Unidades certificadas |
| ----------------------------- | ------------- | --------------------- |
| Australia (ARIA)              | Oro           | 35 000                |

## Historial de lanzamiento
| País           | Fecha                | Formato                      | Discográfica    | Ref    |
| -------------- | -------------------- | ---------------------------- | --------------- | ------ |
| Varios         | 9 de agosto de 2019  | Descarga digital y Streaming | Capitol Records | [ 38 ] |
| Estados Unidos | 20 de agosto de 2019 | Contemporary hit radio       | Capitol Records | [ 61 ] |
| Estados Unidos | 26 de agosto de 2019 | Adult contemporary           | Capitol Records | [ 62 ] |